# Ansvej (Silkeborg)
 Der er for få eller ingen kildehenvisninger i denne artikel, hvilket er et problem. Du kan hjælpe ved at angive troværdige kilder til de påstande, som fremføres i artiklen.

Ansvej er en i Silkeborg, der går fra Borgergade til Nordre Ringvej. Herfra fortsætter primærrute 46 det meste af vejen til byen Ans, som vejen er opkaldt efter.
Selve Ansvej ligger i Søholt, på nordbredden af Silkeborg Langsø. Vejen er 2.059 meter lang og er præget af meget forskelligartet byggeri, både villaer, etagehuse og butiksbygninger. 

## Gadens historie
Ansvej blev anlagt 1872. Sammen med Søholt Allé er den bydelens ældste gade. Søholt hørte oprindelig til Gødvad, men blev i 1941 lagt ind under Silkeborg Kommune. I mange år var navnet Ansvej forbundet med trafikulykker. Både i 1989 og i 1993 blev vejen udpeget som "sort plet". I 1995 udtænkte man en plan til forebyggelse af uheld; der blev bygget en mængde midterheller og blåfarvede cykelfelter ved indfaldsvejene. 